# Heredoc-синтаксис
Heredóc-синтаксис (/həˈredɒk/) — способ определения строковых переменных в исходном коде программ.
Heredoc (дословно с английского «здесь документ») — синтаксис занесения в переменную одно- или (часто) многострочного свободно форматированного текста «как есть».
При определении строковых переменных их содержимое, обычно, заключается в одинарные или двойные кавычки, в связи с чем символы кавычек, которые должны быть частью данных, приходится экранировать с помощью escape-последовательностей. Heredoc-синтаксис позволяет определить строку, не заключая её в кавычки, в связи с чем необходимость экранирования этих символов отпадает.

## Примеры
Обычное определение строки:
```
$s
 
=
 
'Кавычки бывают \'одинарными\''
;

$t
 
=
 
"Кавычки бывают 
\"
двойными
\"
"
;

```

heredoc-определение (PHP):
Переменные внутри heredoc интерпретируются.
```
$s
 
=
 
<<<
EOL

Кавычки бывают 'одинарными' и "двойными".

$name и {$foo->bar[1]}

EOL
;

```

В PHP 5.3+ появилась версия heredoc, в которой переменные не интерпретируются. Для этого идентификатор нужно окружить одинарными кавычками.
Это называется nowdoc.
```
$s
 
=
 
<<<'
EOL
'

Кавычки бывают 'одинарными' и "двойными".

$name и {$foo->bar[1]}

EOL
;

```

Также в PHP 5.3+ идентификатор можно окружить двойными кавычками. Это соответствует варианту без кавычек.
heredoc-определение (Perl):
```
$s
 
=
 
<<
EOL
;

Кавычки бывают 'одинарными' и "двойными".

EOL

```

После <<< (или << в Perl) необходимо указать идентификатор, затем идет строка, а потом этот же идентификатор, закрывающий вставку.
Закрывающий идентификатор должен начинаться в первом столбце строки. Кроме того, в PHP идентификатор должен соответствовать тем же правилам именования, что и все остальные метки: содержать только буквенно-цифровые символы и знак подчеркивания, и не должен начинаться с цифры. В Perl идентификатором может служить любая строка, заключенная в кавычки для открывающего идентификатора.
heredoc-определение (Ruby):
```
$s
 
=
 
<<
HEREDOC

Кавычки бывают 'одинарными' и "двойными".

HEREDOC

```

В языке Ruby идентификатор может быть произвольным и не зависеть от регистра. Чаще всего в практике используется HEREDOC. Открывающийся идентификатор в одинарных кавычках не интерпретирует переменные, а в двойных кавычках ведет себя так же, как и без них.